# Estação Beriosovaia Roshcha
Beriosovaia Roshcha (em russo:  Берёзовая роща) é uma das estações da linha Dzerjinskaia (Linha 2) do Metro de Novosibirsk, na Rússia. Estação «Beriosovaia Roshcha» está localizada entre as estações «Zolotaia Niva» e «Marchala Pokrychkina».